# Madame Tadia
Madame Tadia, česky také Tadya, přezdívaná Mama Tadia, vlastním jménem Anna Kořenská (1851–1940), byla česká hoteliérka, sestra cestovatele Josefa Kořenského. Anna se provdala do Srbska za Tadeáše Radojčiče (1878), hoteliéra v Niši a přijala jméno Danica Radojčićová. Z Niše po srbsko-bulharské válce odešli manželé Radojčičovi do Osmanské říše, kde zřejmě využili toho, že jejich dům v Eskišehiru byl umístěn nedaleko nádraží na nově otevřené dráze z Istanbulu do Bagdádu (1892) a zřídili si v něm penzión s jídelnou pod názvem hotel Tadia (zřejmě od srbského jména Tadeáš – Тадеј). Radojčič záhy zemřel (1894), a Anna zřejmě spolu se svou starší sestrou Marií řídila penzion dále a zaměstnávala i další český personál. Pro návštěvníky se stala známou jako Madame Tadia. Kořenský se o hotelu zmiňuje ve svých cestopisech a črtách, ale nikde výslovně nezmiňuje, že se jedná o jeho rodinu (pouze v črtě Eskišehr – Emporium mořské pěny uvádí v první části pokrevní vztah a v pokračování se dokonce jakoby mimochodem označuje za bratra paní Tadye). Po ukončení činnosti hotelu v době turecké války za nezávislost v roce 1921 se Anna se sestrou vrátily do Čech, kde se v Praze ujaly řízení chodu staromládenecké domácnosti svého bratra.

## Význam
Madame Tadia pocházela dle spisů Josefa Kořenského z Mladoboleslavska, přičemž on sám se narodil v obci Sušno, 20 km od Mladé Boleslavi. I z jiných souvislostí (v jedné črtě se označuje za bratra) lze Madame Tadii identifikovat jako Kořenského sestru Annu. Ta se podle všeho do Eskišehiru přestěhovala v roce 1891, přesně rok před otevřením dráhy z Istanbulu do Bagdádu, která byla pokračováním slavného Orient Expresu.

### Hotel Tadia
O významu a proslulosti hotelu Tadia se nezmiňuje pouze Josef Kořenský (a i ten uvádí téměř výhradně jiné zdroje), ale mnoho cestovatelů a turistických průvodců. Všichni se shodují na těchto kvalitách ubytování: vynikající kuchyně, vstřícnost a pohostinnost, společenské chování, elegance, spolehlivost a jazykové schopnosti Madame Tadya. „Vzorný pořádek a čistota útulných pokojů, jakož i kuchyně vyhoví tam každému, byť i sebe více choulostivému výletníku,“ píše Josef Kořenský. Ke spokojeným návštěvníkům patřili např. turecká spisovatelka Halide Edib Adıvar, která se o madam Tadii několikrát zmiňuje ve svých románech, dále maršál Colmar von der Goltz, Fritz Baedeker, entomolog Eduard von Bodemeyer, romanopisec Rudolph Stratz, německý spisovatel Fedor von Zobeltitz,německý admirál Hans Herman hrabě von Schweinitz, rakouský geograf August Böhm von Böhmersheim, německý spisovatel Stefan von Kotze, švýcarský archeolog Paul Schazman, německý politolog Adolf Grabowsky, zemědělský expert německého generálního konzulátu v Káhiře Axel Thierry Preyer a mnoho dalších především z řad profesionálních cestovatelů, spisovatelů, archeologů a geologů. Zajímavé je, že neexistuje žádná negativní zmínka nebo stížnost na hotel Tadia za celou dobu jeho třicetileté existence. Hotel zanikl během války za nezávislost v roce 1921, ale i poté jeho odkaz udával nároky na kvalitní hotely v oblasti – odvolával se na něj např. hotel Porsuk, který v Eskišehiru vznikl v roce 1930. V nedávné době vznikl dokonce v Eskišehiru moderní hotel s názvem Madame Tadia Otel, odvolávající se na historii původního hotelu.